# MasterChef
MasterChef és un programa de televisió gastronòmic que busca el millor cuiner amateur d'Espanya. El format està basat en un espai de televisió britànic de cuina amb el mateix títol creat per Franc Roddam el 1990. Televisió Espanyola produeix el programa per al territori espanyol en col·laboració amb Shine Iberia. El reality està conduït per Eva González, mentre que Jordi Cruz, Samantha Vallejo-Nágera i Pepe Rodríguez són els xefs que jutgen els plats dels aspirants. Es va estrenar a la 1 el 10 d'abril de 2013.